# Модель Рапопорта-Ліса
Модель Рапопорта-Ліса (рос. модель Раппопорта-Лиса, англ. Rappoport-Liss model; нім. Rappoport-Liss-Modell n ) – математична модель двофазної фільтрації нафти і води з урахуванням гідродинамічних і капілярних сил.
Модель Рапопорта-Ліса застосовується при оптимальному управлінні розробкою нафтових родовищ.